# Jean Richepin
Jean Richepin (pronuncia ʒɑ̃ ʁiʃpɛ̃) (Médéa, 4 febbraio 1849 – Parigi, 12 dicembre 1926) è stato un poeta, scrittore e drammaturgo francese.
Fu membro dell'Académie française, nella quale occupò il seggio numero 2, dal 1908 alla morte, e commendatore della Legion d'onore.

## Biografia
Nato in Algeria francese perché figlio di un medico militare, studio all'École Normale Supérieure, dove mostrò poca disciplina, ma grande prestanza fisica (per dare sfogo alla quale si adoperò in diverse direzioni, prima come franco tiratore nella guerra franco-prussiana, e poi come attore, marinaio e portuale) e una prolifica produzione di poesie, opere teatrali e romanzi che riflettevano il suo eccentrico ma inconfondibile talento. Una sua opera teatrale, L'Étoile, scritta con André Gill, fu messa in scena nel 1873, ma Richepin rimase sconosciuto al grande pubblico fino alla pubblicazione, nel 1876, di un volume di versi intitolato Chanson des gueux, tanto esplicito da costargli 500 franchi d'ammenda e un mese di prigione per oltraggio al pudore.

Richepin con il figlio ricevuti all'Accademia di Francia nel 1908

Dello stesso livello qualitativo erano i suoi volumi successivi, Les Caresses (1877), Les Blasphèmes (1884), La Mer (1886), Mes paradis (1894) e La Bombarde (1899). I suoi romanzi, invece, seguirono un'evoluzione stilistica dalla morbosità e brutalità di Les morts bizarres (1876), La Glu (1881) e Le Pavé (1883) alla profondità psicologica di Madame André (1878), Sophie Monnier (1884), Cisarine (1888), L'Aîné (1893), Grandes amoureuses (1896) e La Gibasse (1899) e ai più semplici ritratti di vita descritti in Miarka (1883), Les Braves Gens (1886), Truandailles (1890), La Miseloque (1892) e Flamboche (1895).
Furono però le sue opere teatrali a essere considerate, nonostante la propensione di Richepin alla violenza nel pensiero e nel linguaggio, l'apice della sua produzione. Molte di queste furono messe in scena dalla Comédie française. A partire dagli anni Ottanta del XIX secolo, fra l'altro, ebbe una relazione con Sarah Bernhardt, l'attrice più in vista dell'epoca.
Fra le sue opere teatrali si segnalano Miarka (1905), adattamento del suo romanzo omonimo musicato da Alexandre Georges, e Le mage (1891), messo in musica da Jules Massenet. Amico di Emmanuel Chabrier, aiutò il compositore a correggere il libretto de Le roi malgré lui e scrisse i testi de La Sulamite. Inoltre, dal suo romanzo La Glu Gabriel Dupont e Camille Erlanger trassero due opere teatrali.
Il 5 marzo 1908 fu eletto all'Académie française al posto di André Theuriet. La cooptazione arrivò alla quarta votazione, nella quale Richepin ottenne 18 voti su 32, battendo così Edmond Haraucourt e Henri de Régnier. Fu accolto all'Académie da Maurice Barrès e vi accolse a sua volta Joseph Joffre (1918) e Georges Lecomte (1926).
Suo figlio, Jacques, fu a sua volta un drammaturgo.

## Opere
- Nana Sahib (1883)
- Monsieur Scapin (1886)
- Le Flibustier (1888; su quest'opera si è basato César Cui per la commedia lirica omonima)
- Par le glaive (1892)
- Vers la joie (1894)
- Le Chemineau (1897)
- Le Chien de garde (1898)
- Les Truands (1899)
- Don Quichotte (1905)
- L'Aile, Roman des Temps Nouveaux (1911)
- Nouvelle Mythologie Illustree, Tome I & II (1920)